# Mexcala fizi
Mexcala fizi là một loài nhện trong họ Salticidae.
Loài này thuộc chi Mexcala. Mexcala fizi được Wanda Wesołowska miêu tả năm 2009.